# Egypten i olympiska sommarspelen 1972
Egypten deltog i de olympiska sommarspelen 1972 med en trupp bestående av 23 deltagare, samtliga män, vilka deltog i 16 tävlingar i fem sporter. Ingen av landets deltagare tog några medaljer.

## Basket
- Laguppställning[2]:

Sherif Fouad Aboulkheir
Ahmed Abdel Hamid El-Saharty
Awad Abdel Nabi
Sayed Tewfik El-Sayed
Adel Ibrahim Ismail
Fahti Mohamed Kamel
Mohamed Essam Khaled
Kamal Kamel Mohammed
Talaat Guenidi
Ismail Selim Mohamed
El-Sayed Abdel Hamid Mobarak
- Gruppspel:[3]

| Lag             | S | V | O | F | GM  | IM  | MS   | P  |
| --------------- | - | - | - | - | --- | --- | ---- | -- |
| USA             | 7 | 7 | 0 | 0 | 542 | 312 | +230 | 14 |
| Kuba            | 7 | 6 | 0 | 1 | 560 | 445 | +115 | 12 |
| Brasilien       | 7 | 4 | 0 | 3 | 561 | 490 | +71  | 8  |
| Tjeckoslovakien | 7 | 4 | 0 | 3 | 493 | 489 | +4   | 8  |
| Spanien         | 7 | 3 | 0 | 4 | 486 | 500 | −14  | 6  |
| Australien      | 7 | 3 | 0 | 4 | 523 | 524 | −1   | 6  |
| Japan           | 7 | 1 | 0 | 6 | 442 | 643 | −201 | 2  |
| Egypten         | 7 | 0 | 0 | 7 | 440 | 644 | −204 | 0  |

## Friidrott
Herrarnas 10 000 meter
- Abdel Hamid Khamis
  - Heat — 30:19,2 (→ gick inte vidare)

## Simning
| Idrottare                 | Gren          | Heat     | Heat      | Semifinal        | Semifinal        | Final            | Final            |
| Idrottare                 | Gren          | Resultat | Placering | Resultat         | Placering        | Resultat         | Placering        |
| ------------------------- | ------------- | -------- | --------- | ---------------- | ---------------- | ---------------- | ---------------- |
| Kamal Kenawi Ali Moustafa | 200 m frisim  | 2:05.30  | 5         | i.u.             | i.u.             | Gick inte vidare | Gick inte vidare |
| Kamal Kenawi Ali Moustafa | 400 m frisim  | 4:24.97  | 7         | i.u.             | i.u.             | Gick inte vidare | Gick inte vidare |
| Kamal Kenawi Ali Moustafa | 1500 m frisim | 17:40.37 | 6         | i.u.             | i.u.             | Gick inte vidare | Gick inte vidare |
| Amin Ahmed Adel Youssef   | 100 m ryggsim | 1:04.40  | 6         | Gick inte vidare | Gick inte vidare | Gick inte vidare | Gick inte vidare |
| Amin Ahmed Adel Youssef   | 200 m medley  | 2:24.61  | 6         | i.u.             | i.u.             | Gick inte vidare | Gick inte vidare |